# Sing Sing Song
Pour les articles homonymes, voir Sing Sing et Sing, Sing, Sing.
Clip vidéo
[vidéo] « Claude Nougaro - Sing sing song », sur YouTube
[vidéo] « Nat Adderley - Work Song », sur YouTube
[vidéo] « Nina Simone - Work Song », sur YouTube
Sing Sing Song (la chanson de Sing Sing, en anglais) est une chanson française de swing-jazz de Claude Nougaro, adaptée du standard de jazz américain de 1960 Work Song de Nat Adderley. Il l'enregistre en super 45 tour en 1965, et sur son premier album Bidonville de 1966, un des plus importants succès de son répertoire et de sa carrière.

## Histoire

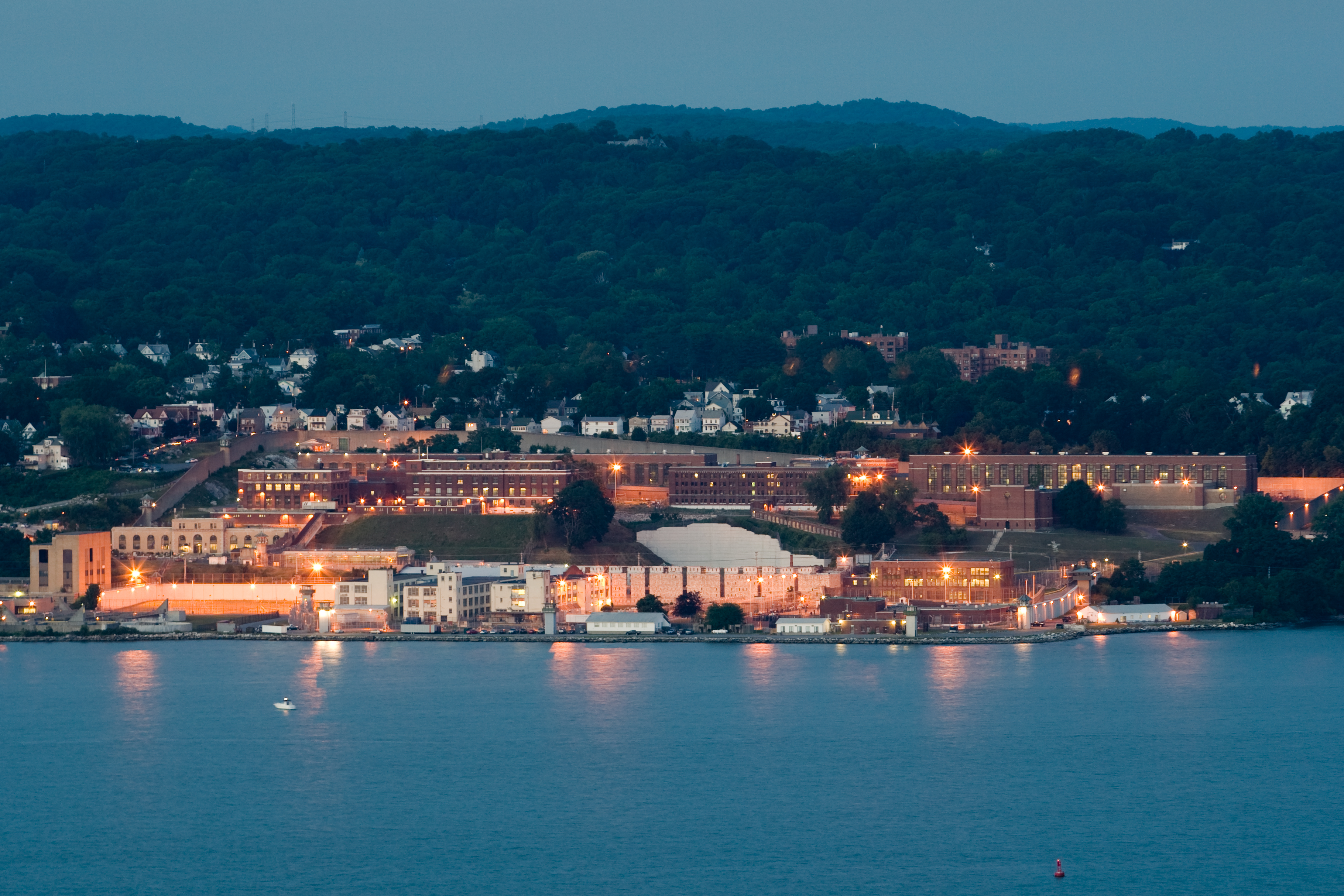
Prison américaine de Sing Sing, de l'État de New York.

Claude Nougaro écrit ce tube sur le thème de « la vie de détention dans la célèbre prison de Sing Sing, de l'État de New York, aux États-Unis » adapté du standard de jazz américain Work Song de l'album Work Song (en) de 1960 de Nat Adderley, repris avec succès entre autres par Nina Simone « Quand le jour se lève sur Sing-Sing, on ne s’inquiète pas pour le temps, qu’il pleuve ou qu’il fasse beau à Sing-Sing, on sortira pas pour autant... ». Le titre Sing Sing Song est une variante du standard de jazz-swing Sing, Sing, Sing, de Louis Prima, de 1936 (repris en particulier par Benny Goodman pour son The Famous 1938 Carnegie Hall Jazz Concert de Manhattan à New York).